# Diatrypa castanea
Diatrypa castanea är en insektsart som först beskrevs av Henri Saussure 1878.  Diatrypa castanea ingår i släktet Diatrypa och familjen syrsor. Inga underarter finns listade i Catalogue of Life.